# جاك غليسون
جاك غليسون (بالإنجليزية: Jack Gleeson)‏ هو ممثل أيرلندي اشتهر بتأديته دور الملك جوفري في مسلسل صراع العروش.

## النشأة
ولد جاك في مدينة كورك بـأيرلندا ثم ارتاد كلية غونزاغا في دبلن من 2004 إلى 2010، وهو حالياً أحد طلّاب كلية الثالوث ويدرس فيها الفلسفة واللاهوت. وفي 2012 حصل على منحة دراسية كذلك.

## حياته المهنية
بدأ جاك التمثيل من سن السابعة في مسرح مستقل. وأول دور له في السينما العالمية كان في فيلم بداية باتمان حيث ظهر في مشهد صغير. ثم سطع نجم جاك في 2011 حيث أدّى دور الملك جوفري براثيون في المسلسل الملحمي صراع العروش ورُشّح لعدة جوائز عن أدائه هذا الدور. كما أنه مؤسس شركة Collapsing Horse Theatre ومقرها في دبلن.
في 2012، أشار جاك إلى نيته باعتزال التمثيل لمتابعة دراسته الأكاديمية وذكر أن صراع العروش سيكون عمله الأخير. وفي 2014، أكّد ذلك وقال أنه سيعتزل التمثيل بشكل دائم فور انتهاء عمله في صراع العروش.

## أعماله

### الأفلام
| السنة | عنوان الفلم           | الدور             |
| ----- | --------------------- | ----------------- |
| 2002  | Reign of Fire         | Kid               |
| 2002  | Moving Day            | Jack              |
| 2003  | Fishtale              | Boy with the Fish |
| 2004  | Tom Waits Made Me Cry | Young Vincent     |
| 2005  | بداية باتمان          | Little Boy        |
| 2007  | Shrooms               | Lonely Twin       |
| 2009  | A Shine of Rainbows   | Seamus            |
| 2010  | All Good Children     | Dara              |
| 2012  | Chat                  | Adam              |

### المسلسلات
| السنة     | الاسم           | الدور             |
| --------- | --------------- | ----------------- |
| 2006–2008 | Killinaskully   | Pa Connors Jr.    |
| 2011–2014 | Game of Thrones | Joffrey Baratheon |

## روابط خارجية
- جاك غليسون على موقع IMDb (الإنجليزية)
- جاك غليسون على موقع ألو سيني (الفرنسية)
- جاك غليسون على موقع تيرنر كلاسيك موفيز (الإنجليزية)
- جاك غليسون على موقع أول موفي (الإنجليزية)
- جاك غليسون على موقع قاعدة بيانات الفيلم (الإنجليزية)
- جاك غليسون على موقع كينوبويسك (الروسية)